# Punschpraliner

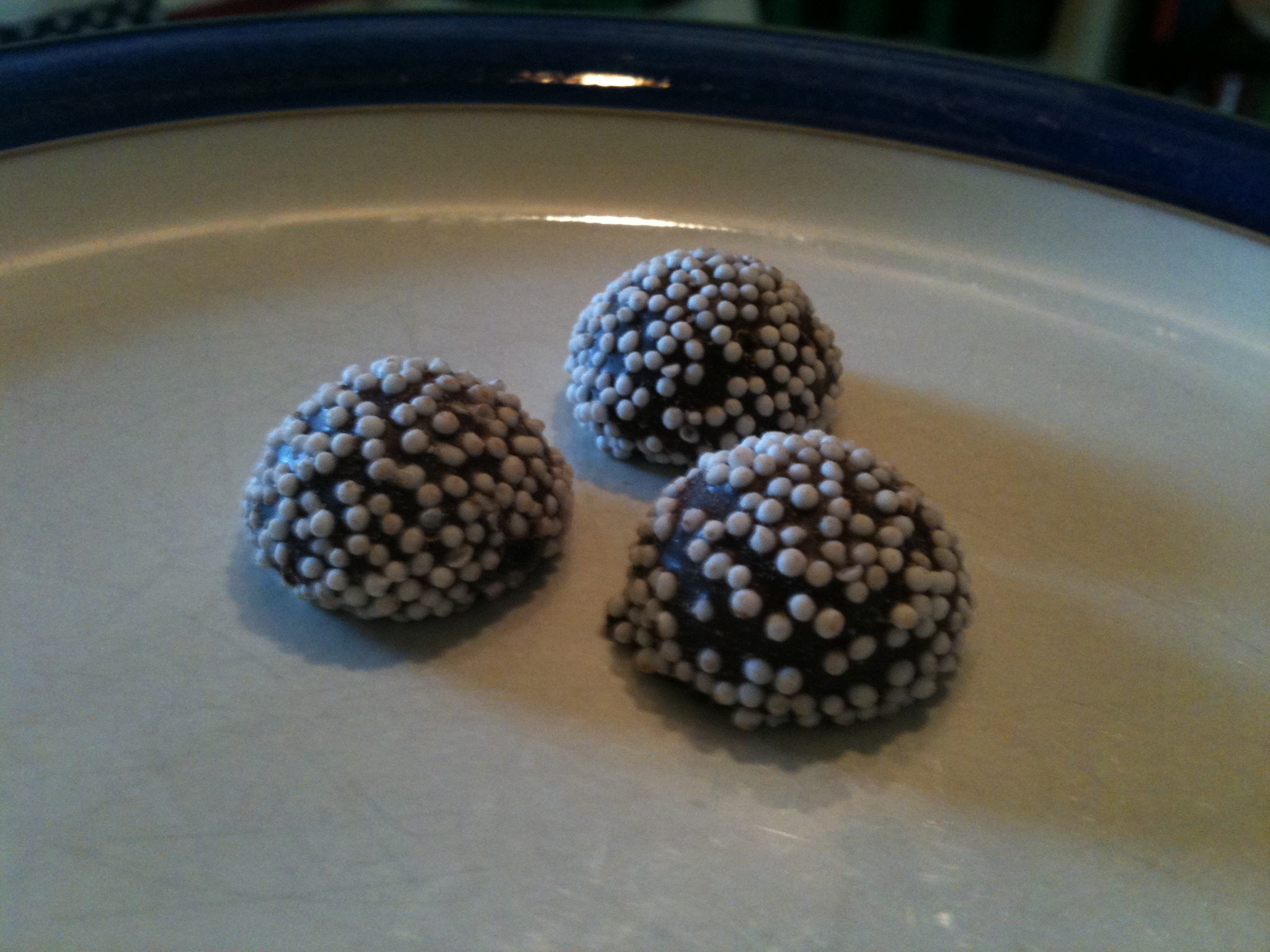
Punschpraliner

Punschpraliner (ibland kallade punschknappar) är en godissort som består av halvrunda små praliner som har fast eller krämig fyllning med punschsmak, chokladöverdrag och strössel utanpå.
Punschpralinen skapades i Sverige under 1950-talet. Godiset säljs i lösvikt, kartong och påse. Det finns även som punschlimpor/punschkottar, större och avlånga men med samma smak.